# Сермаш (комуна)
Сермаш (рум. Sărmaș) — комуна у повіті Харгіта в Румунії. До складу комуни входять такі села (дані про населення за 2002 рік):
- Платонешть (511 осіб)
- Рунк (668 осіб)
- Сермаш (765 осіб) — адміністративний центр комуни
- Фундоая (636 осіб)
- Ходоша (1551 особа)

Комуна розташована на відстані 275 км на північ від Бухареста, 63 км на північний захід від М'єркуря-Чука, 140 км на схід від Клуж-Напоки, 136 км на північ від Брашова.

## Населення
За даними перепису населення 2002 року у комуні проживала 4131 особа.
Національний склад населення комуни:
| Національність | Кількість осіб | Відсоток |
| -------------- | -------------- | -------- |
| румуни         | 3330           | 80,6%    |
| угорці         | 796            | 19,3%    |
| цигани         | 3              | 0,1%     |
| німці          | 1              | < 0,1%   |

Рідною мовою назвали:
| Мова      | Кількість осіб | Відсоток |
| --------- | -------------- | -------- |
| румунська | 3343           | 80,9%    |
| угорська  | 787            | 19,1%    |

Склад населення комуни за віросповіданням:
| Релігія        | Кількість осіб | Відсоток |
| -------------- | -------------- | -------- |
| православні    | 3165           | 76,6%    |
| римо-католики  | 805            | 19,5%    |
| баптисти       | 80             | 1,9%     |
| греко-католики | 34             | 0,8%     |
| реформати      | 25             | 0,6%     |
| п'ятдесятники  | 12             | 0,3%     |
| мусульмани     | 2              | < 0,1%   |
| унітарії       | 2              | < 0,1%   |
| адвентисти     | 1              | < 0,1%   |
| лютерани       | 1              | < 0,1%   |